# Corail Hélicoptères
Corail Hélicoptères est une entreprise de transport aérien par hélicoptère de l'île de La Réunion, département d'outre-mer français.

## Activité
Cette compagnie aérienne propose des survols de découverte touristiques, des baptêmes de l’air, des vols dédiés aux travaux aériens, photographies aériennes et observations scientifiques. En coopération avec les autorités du Service départemental d'incendie et de secours depuis 2010 pour des opérations de soutien héliporté aux feux se déclenchant à La Réunion, la compagnie est également spécialisée dans la lutte contre le feu et les incendies ainsi que l’évacuation héliportée.

## Historique
Elle a été fondée en 2004 à l'Aéroport de Saint-Pierre-Pierrefonds puis implantée avec une deuxième hélistation en 2010 à Saint-Gilles les Bains.
Depuis le 24 octobre 2014, Corail Hélicoptères s'ouvre à l'international  et lance ses opérations à Maurice, la compagnie opère également à Saint-Martin, dans les Caraïbes et depuis le 8 mars 2017, a reçu son certificat de transporteur aérien (AOC – Air Operator Certificate) du département de l’aviation civile de l'Île Maurice signant ainsi la fin du monopole d'Air Mauritius, transporteur aérien national mauricien.

## Flotte
Premier client français du H130, l'opérateur aérien exploite une flotte de dix hélicoptères dont cinq appareils de type Eurocopter EC130 B4  et H130, précédemment dénommés Aérospatiale AS350 Écureuil, nés de la gamme Airbus Helicopters.
Devenu client de lancement de Fleet Keeper, la compagnie a fait l'acquisition d'appareils plus silencieux en complétant sa flotte de 2 appareils de type H120, précédemment dénommés Eurocopter EC120 Colibri.